# Antonio Molinari (pittore italiano)

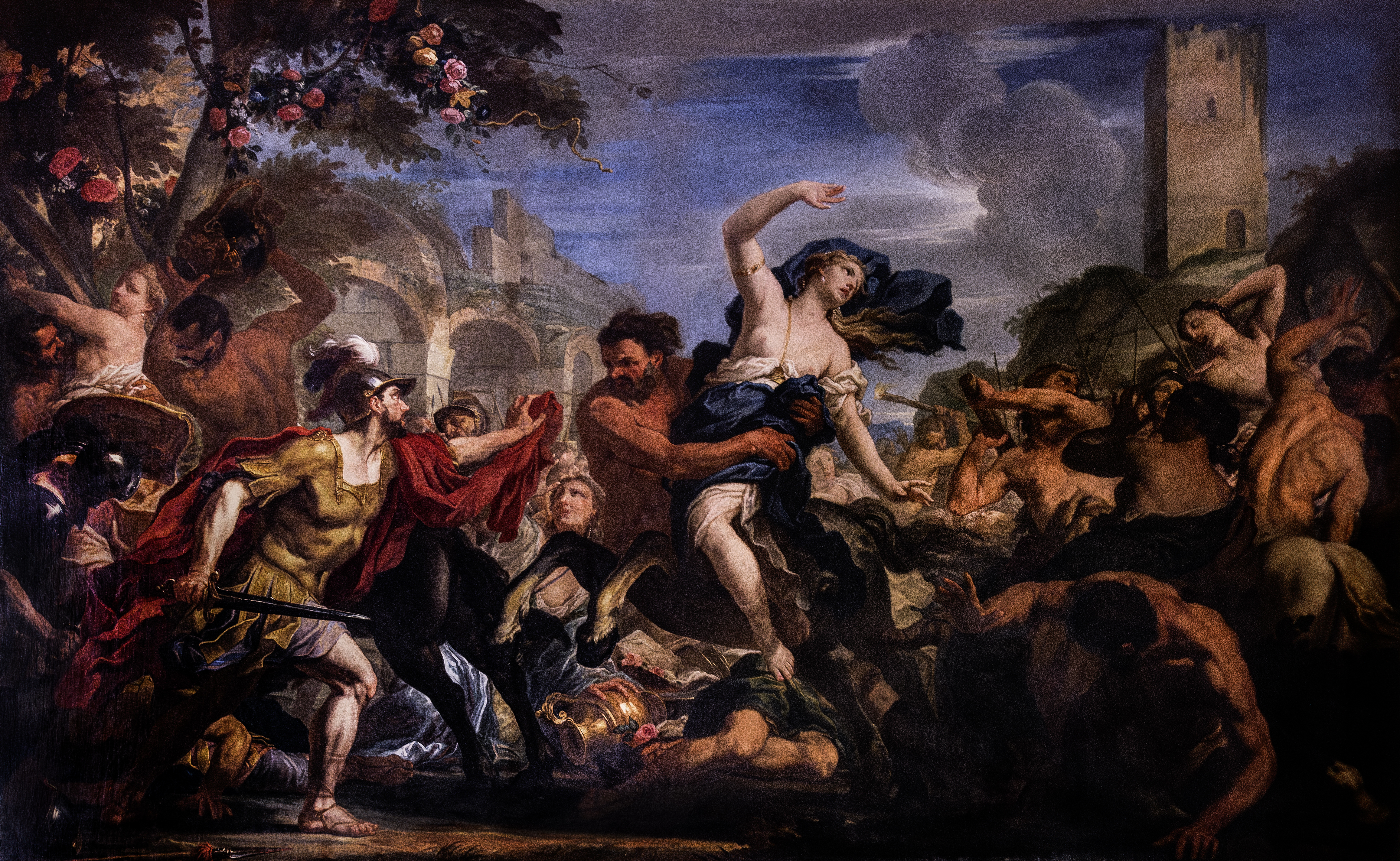
Battaglia tra centauri e lapiti

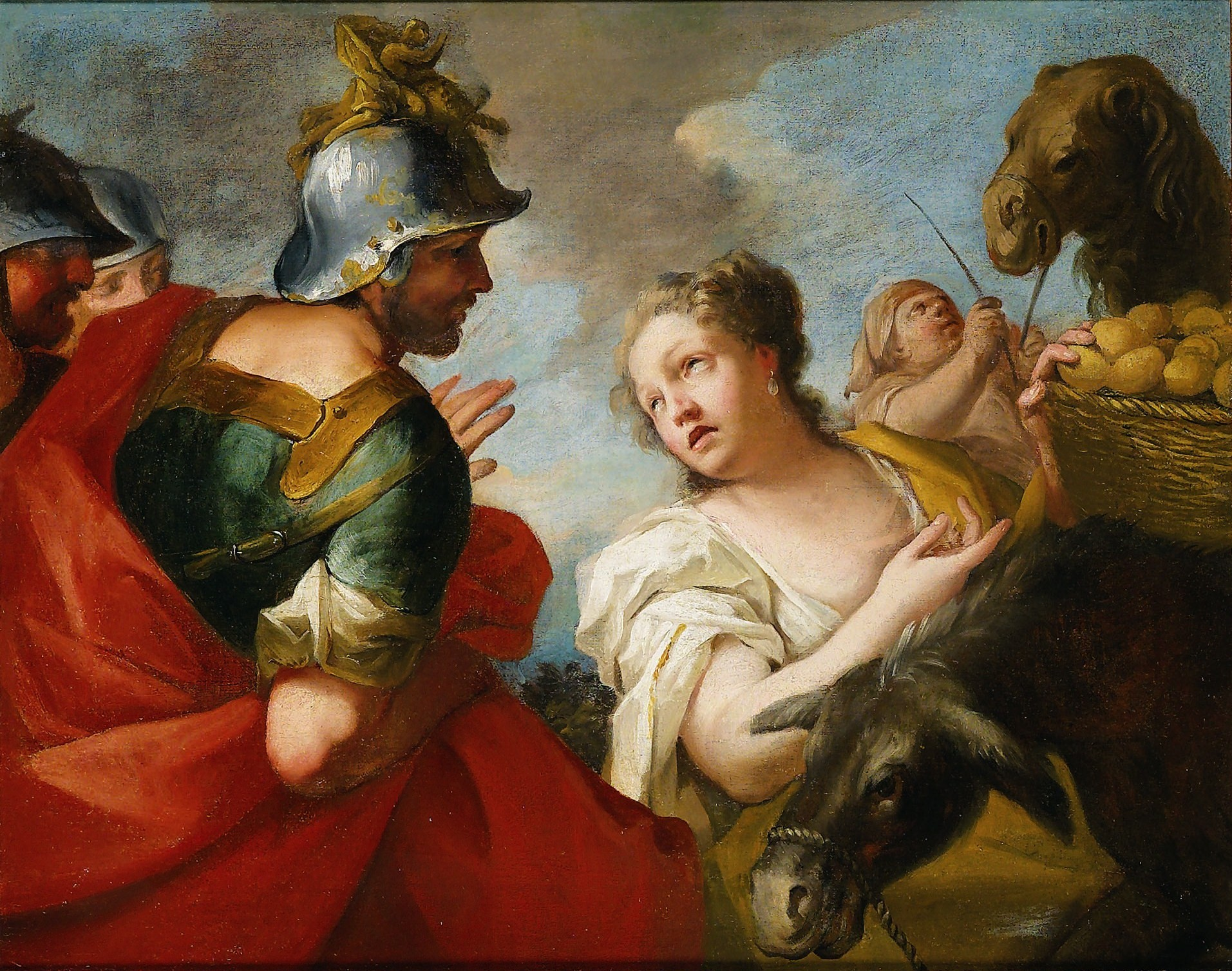
David e Abigail.

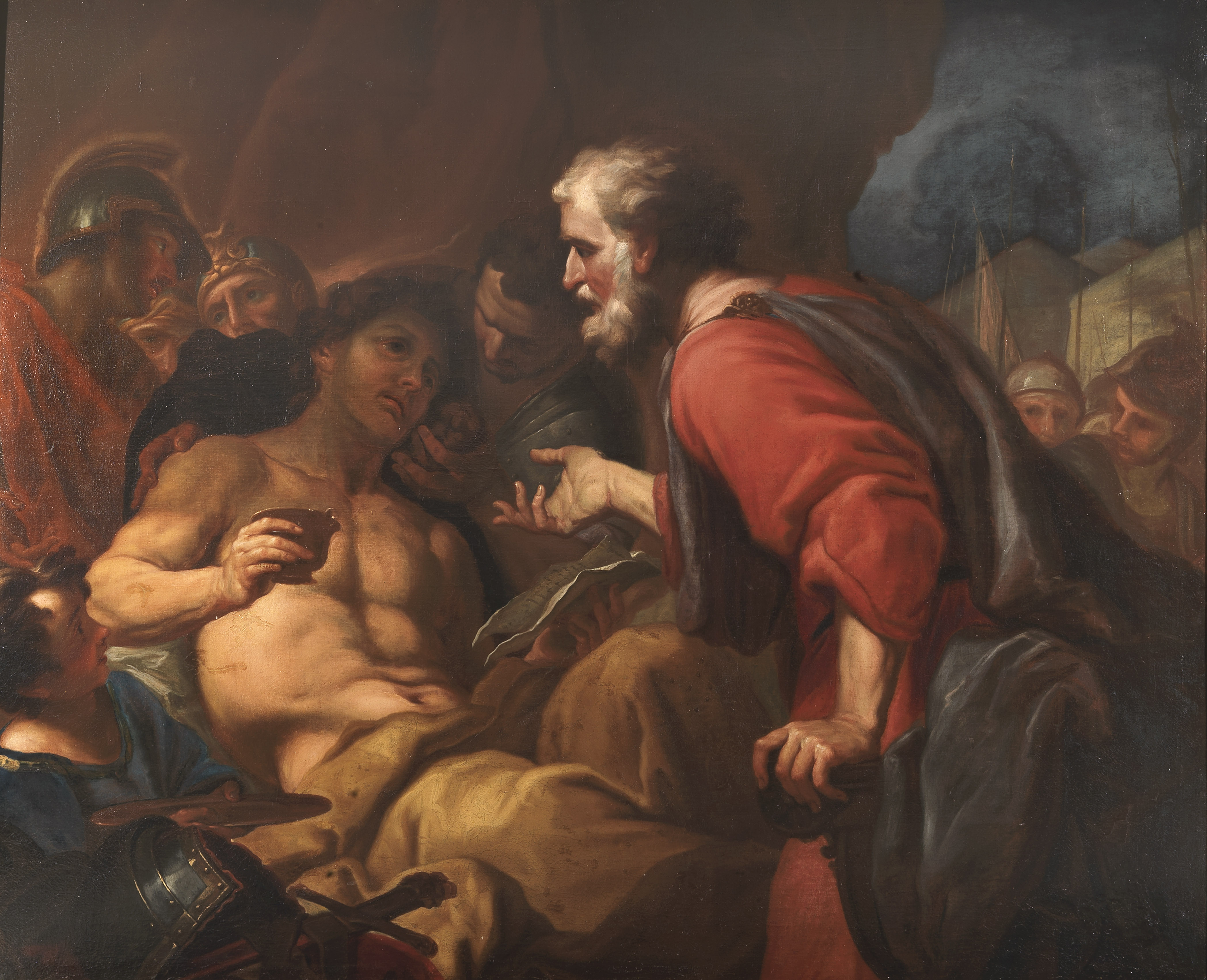
Il testamento di Catone Uticense.
Olio su tela, 151 x 195 cm. Collezione Mainetti (Roma)

Antonio Molinari (Venezia, 21 gennaio 1655 – Venezia, 3 febbraio 1704) è stato un pittore barocco italiano.

## Biografia
Figlio del modesto pittore Giovanni Molinari, un allievo di Pietro Della Vecchia, Antonio ebbe la sua formazione nella bottega paterna e presso quella di Antonio Zanchi. La prima notizia che ne riguarda l'attività artistica segnala l'esecuzione di ben nove copie di quadri di Zanchi per la famiglia Correggio nel 1671, famiglia presso la quale aveva già lavorato il padre nel 1666, sempre come copista. La sua prima produzione è influenzata dai tenebrosi, soprattutto Zanchi, il suo maestro, e Loth. La prima opera indipendente è il Ritratto di Elena Lucrezia Corner Psicopia, del 1678, celebrante il conseguimento della sua laurea in filosofia, oggi conservato ai Musei civici agli Eremitani. Tra 1678 e 1681 esegue il Giudizio universale per il monastero francescano di Macarsca.
A partire dalle sue prime opere pubbliche a Venezia, la Natività della Vergine e la Visitazione, entrambe eseguite per l'Ospedaletto, Antonio si allontana decisamente dalla pittura tenebrosa virando verso i modelli di Pietro da Cortona, sotto l'esempio di quanto andava facendo anche Loth, schiarendo la tavolozza e adottando una pennellata fluida. Raggiunto quindi uno stile personale e riconoscibile, si specializzò in dipinti di "storie" a destinazione privata. Alcune committenze pubbliche di rilievo ne attestano lo status raggiunto tra i pittori veneziani: il Trasporto dell'Arca dell'Alleanza (per il Corpus Domini; 1694-95), La traslazione del corpo di San Marco (per la chiesa dei Santi Marco e Pancrazio a Crespano del Grappa; dopo il 1695) e la Moltiplicazione dei pani (per San Pantalon; 1699). L'ultimo periodo segna un avvicinamento ai modi di Antonio Bellucci e Sebastiano Ricci, come ben attestato da opere come I santi Andrea, Lucia, Giovanni Evangelista e Pantaleone (per la chiesa di San Paolo a San Paolo d'Argon) o Bacco e Arianna (per Palazzo Ducale). Molinari si era dunque avviato verso quel tipo di pittura neo-veronesiana e dai languori quasi rococò che segnerà l'inizio delle ricerche artistiche dei grandi pittoriveneziani del XVIII secolo. Fu inoltre un grande disegnatore, come attestano le due raccolte del Museum Kunstpalast e del Louvre. 
Nel 1699 ricoprì la carica di "sindaco" del Collegio dei pittori, di cui era già stato "consigliere" nel 1682. Nel 1696 figurava come "avichario e deputato" della Scuola del Santissimo a San Cassiano. Ebbe numerosi figli: Girolamo Giovanni (n. 1680), Angela Maria (n. 1681), Giovan Battista Pasqualino (n. 1683), Giovanni Maria (n. 1686) e Paolina Caterina (n. 1688). L'unico allievo documentato è Giovanni Battista Piazzetta, anche se sicuramente dovette disporre di una bottega consistente. L'influenza dei suoi dipinti è riscontrabile inoltre nelle opere di pittori come Angelo Trevisani, Antonio Arrigoni e Giovanni Antonio Pellegrini.